# Silene regia
Silene regia là loài thực vật có hoa thuộc họ Cẩm chướng. Loài này được Sims miêu tả khoa học đầu tiên năm 1815.